# Atrophie optique type I
L'atrophie optique type I est caractérisée par une atteinte bilatérale et symétrique du nerf optique associée à une baisse de l'acuité visuelle progressive survenant généralement entre quatre et six ans, une atteinte du champ visuel et des troubles de la vision des couleurs. 
La baisse de l'acuité visuelle est habituellement modérée (6/10 à 2/10), mais va d'une atteinte insignifiante jusqu'à une cécité. L'atteinte du champ visuel est centrocaecal (se projetant à la fois sur le point de fixation et sur la tache aveugle), centrale ou paracentrale. Cette atteinte est souvent importante dans les formes sévères. La non-perception de la couleur bleu est le trouble de la vision des couleurs le plus fréquent.
Les autres signes de cette pathologie sont l'existence d'une surdité congénitale de degré très variable.